# Lockheed L-100 Hercules
Lockheed L-100 Hercules je civilní nákladní letoun vyvinutý výrobcem Lockheed na základě úspěšného vojenského taktického transportního letounu C-130E Hercules. Mezi jeho výhody patří velká nosnost a schopnost operovat z krátkých neupravených ploch. Zakoupila jej řada civilních, ale i vojenských uživatelů (např. Alžírsko, Gabon a Kuvajt). L-100 poprvé vzlétl roku 1964. V letech 1964–1992 byl vyroben v počtu 114 kusů. Výroba letounu byla obnovena roku 2018 jeho novou generací označenou LM-100J. Ta je odvozena od vojenského typu C-130J-30 Super Hercules.

## Historie

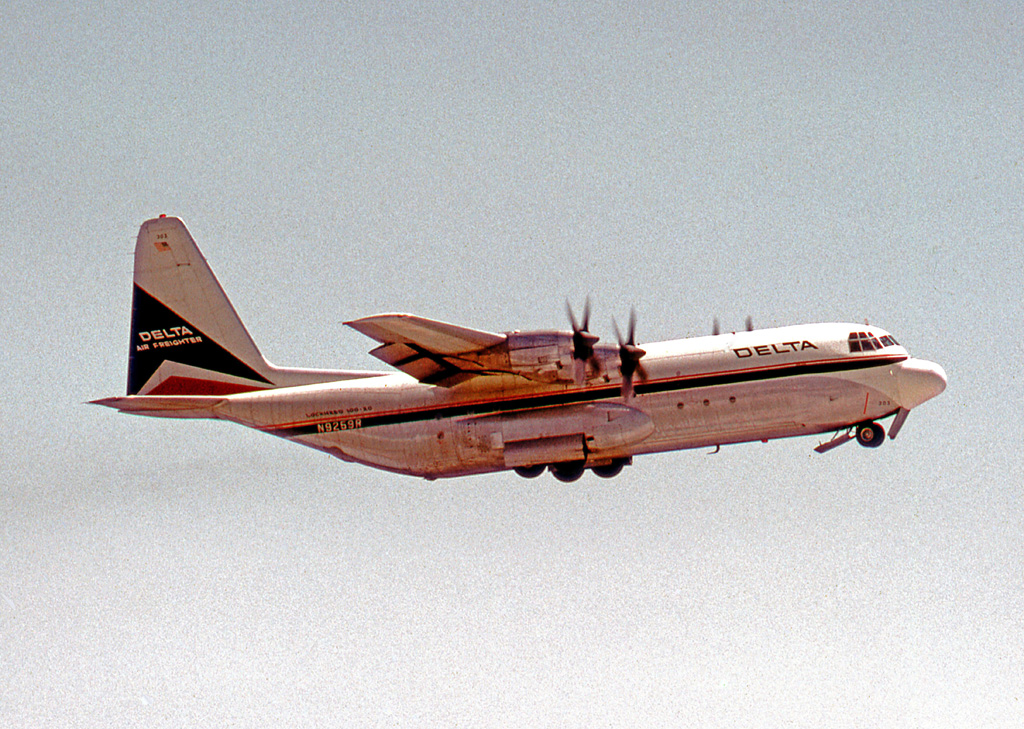
L-100-20 Hercules amerických aerolinek Delta Air Lines

Společnosti Lockheed vyvinula civilní nákladní letoun L-100 na základě vojenského transportního letounu C-130E Hercules. První let prototypu Lockheed L-100 (Model 382, sériové číslo 3946) se uskutečnil 20. dubna 1964 z letiště Mariettě v Georgie. Posádce velel šéfpilot společnosti Joe Garret. Zajímavostí je, že během prvního letu stroj zůstal ve vzduchu rekordních 25 hodin a jednu minutu, takže přistál až druhý den. Pohyboval se nad státy Georgií a Alabamou, přičemž kromě 36 minut celý let absolvoval s vypnutými vnějšími motory (jejich vrtule byly zapraporovány).
Dne 16. února 1965 letoun L-100 (Model 382) získal certifikaci FAA.
Mezi prvními uživately letounu L-100 byly americké aerolinie Delta Air Lines, které provedly vůbec první komerční let L-100 na světě. Delta Air Lines své tři stroje L-100 vyřadily 30. března 1974, neboť upřednostily nákladní verze proudových letounů Boeing 747 a DC-10.
V říjnu 1968 byla certifikována prodloužená verze L-100-20 a v prosinci 1970 ještě více prodloužená verze L-100-30. Nejdelší verze L-100-30 byla také nejprodávanější. V letech 1964–1992 bylo vyrobeno 114 letounů L-100 (22 kusů L-100, 27 kusů L-100-20 a 65 kusů L-100-30). V roce 2014 z nich více než 55 zůstávalo v provozu.
Roku 1996 Lockheed zalétal prototyp nové generace vojenského transportního letounu Lockheed Martin C-130J Super Hercules. Zároveň byl plánován vývoj jeho civilní verze, ale roku 2000 byl program zmrazen, protože Lockheed Martin se soustředil na vojenské varianty letounu. Výroba prvního letounu civilní verze LM-100J, odvozené od C-130J-30 Super Hercules, proto začala až v dubnu 2016. Prototyp LM-100J poprvé vzlétl roku 2017. V letech 2016–2017 bylo objednáno nejméně 37 kusů LM-100J.

## Verze

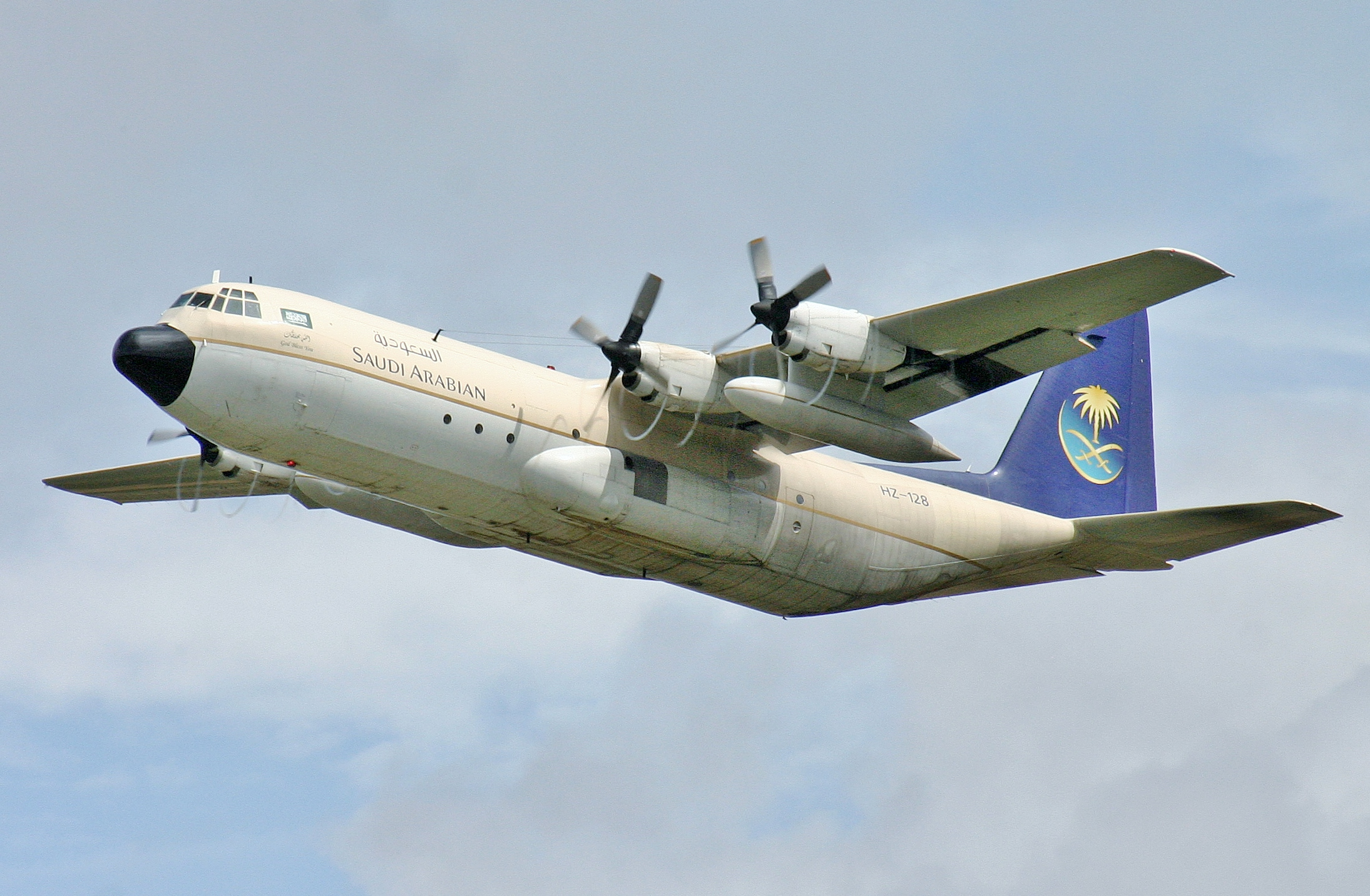
L100-30 Hercules

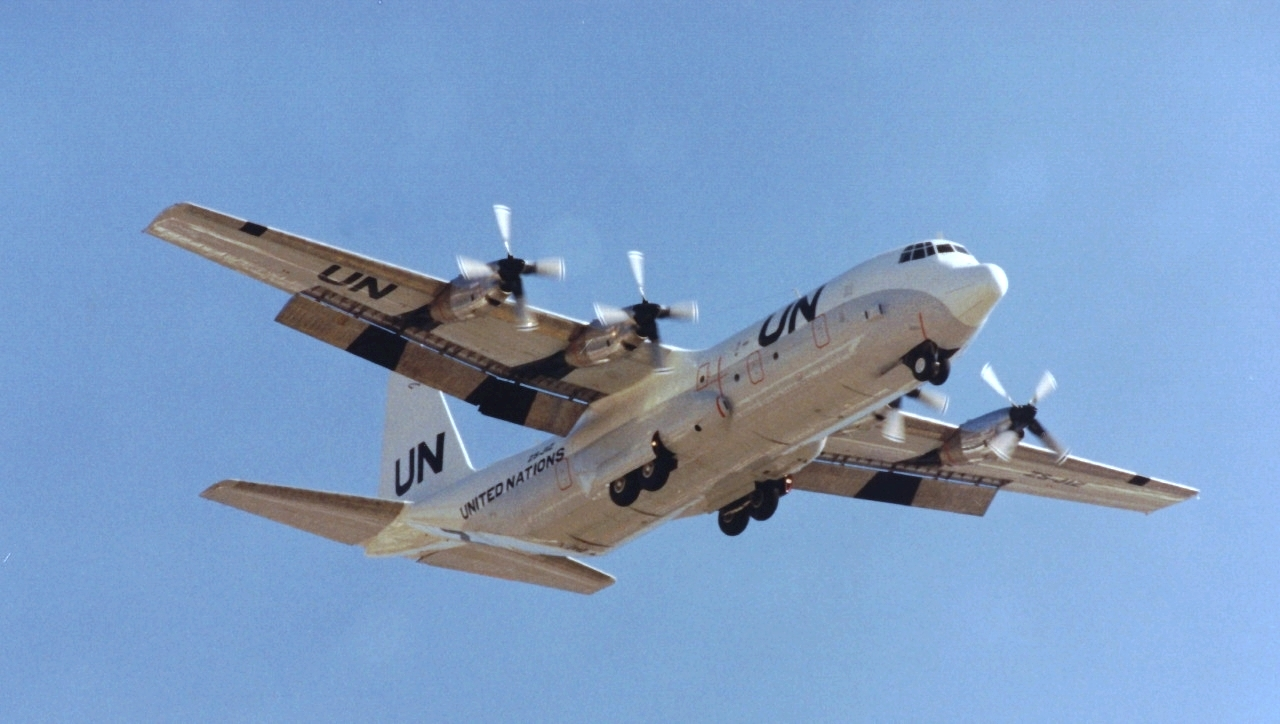
L100-30 Hercules jihoafrické společnosti Safair ve zbarvení Organizace spojených národů

- L-100 (Model 382) – Základní verze.
- L-100 (Model 382B) – Vylepšený systém manipulace s nákladem.[2]
- L-100-20 (Model 382E, Model 382F) – Prodloužená verze. Před křídlo vložen segment o délce 1,5 m a za křídlo segment o délce 1,02 m.
- L-100-30 (Model 382G) – Prodloužená verze. Oproti L-100-20 trup prodloužen o dalších 2,03 m.
- LM-100J (Model 382J) – Civilní verze odvozená od výkonnější varianty C-130J-30 Super Hercules
- L-400 Twin Hercules – Nerealizovaný projekt dvoumotorové verze letounu.

## Incidenty a nehody
Dle databáze Aviation Safety Network bylo zničeno 49 letounů L-100.

## Specifikace (L-100-30)

### Technické údaje
Citováno dle
- Osádka: 3–4
- Nosnost: 23 158 kg nákladu
- Rozpětí: 40,41 m
- Délka: 34,37 m
- Výška: 11,66 m
- Nosná plocha: 162,1 m2
- Hmotnost prázdného stroje: 35 260 kg
- Maximální vzletová hmotnost: 70 310 kg
- Pohonné jednotky: 4× turbovrtulový motor Allison 501-D22A, každý o výkonu 4508 hp (3362 kW)[4]

### Výkony
- Maximální rychlost: 571 km/h (308 uzlů)
- Dolet: 2472 km (s nákladem, 8950 km bez nákladu)